# Jean Baptiste Nobels
Jean Baptiste Joseph Désiré Nobels (Sint-Niklaas, 4 oktober 1856 - 20 juni 1923) was een Belgisch volksvertegenwoordiger voor de Katholieke Partij.

## Levensloop
Jean-Baptiste Nobels was de enige zoon van Louis Nobels, eigenaar van een metaalbedrijf en een sociaal voelend patroon. Louis Nobels legde de basis voor de industriële activiteit van deze familie. Jean-Baptiste werd de leidende persoon in de vennootschap Nobels-Peelman. Hij was volksvertegenwoordiger (1912-1919) voor de Katholieke Partij in het arrondissement Sint-Niklaas.
Op de Luikse congressen kwam Nobels onder de indruk van de presentatie van de Leuvense Gilde van Ambachten en Neringen door Joris Helleputte. Dit stimuleerde hem tot eenzelfde initiatief in Sint-Niklaas. Hij werd een van de belangrijkste promotoren van de gildebeweging. In de periode 1891-1896 maakte hij deel uit van de groep in het bestuur van de Belgische Volksbond, die de hoofdtoon aangaf. Door de bloei van de fabrieken Nobels vergaarde de familie een behoorlijk fortuin, dat werd doorgegeven aan de volgende generaties. Daarnaast drukte Jean-Baptiste zijn stempel op de politiek van Sint-Niklaas en die van de Onze-Lieve-Vrouweparochie.
Nobels is bijgezet op het kerhof van Tereken, Sint-Niklaas.

## Familie
De familie behoorde weldra tot de katholieke elite van Sint-Niklaas. Deze status bevestigde hij door zijn huwelijk met Maria Janssens de Varebeke, zus van de bekende schilder Jozef Janssens de Varebeke. Van de gelovige katholieke familie Nobels traden verschillende leden toe tot de geestelijke stand, zoals de neef van Jean-Baptiste, kanunnik August Nobels.
Uit het huwelijk Nobels-Janssens de Varebeke zijn volgende kinderen geboren:
- Agnes Nobels 1882-1952
- Marie Therese Nobels 1883-1973
- August Nobels 1884-1938 Legeraalmoezenier en kunstenaar.
- Josepha Nobels 1885-1886
- Dora Nobels 1887-1956
- Louis Nobels 1893-1959 huwde met zijn nicht Marthe Janssens de Varebeke
- Joseph Nobels 1895-1964
- Didier Nobels 1899-1985 Pauselijk ereprelaat.
- Frans Nobels 1900-1977*

Jan-Baptiste was ook nog:
- medestichter van het dagblad Het Volk, Gent (1890-1891);
- medestichter en bestuurslid van de Belgische Volksbond;
- stichter en voorzitter van heel wat verenigingen in Sint-Niklaas.